# Bogumilok
A bogumilok egy eretneknek nyilvánított, a 10. századi Bulgáriában feltűnt, keresztény, gnosztikus jellegű vallási irányzat követői.  A paulikiánus eredetű vallás tagjai a Balkán déli részén, a délszláv népek (bolgárok, szerbek stb.) között éltek a 10. századtól és tanaik innen terjedtek tovább Északkelet-, továbbá Nyugat-Európába. Az oszmán-törökök európai hódításai során áttértek az iszlám hitre.
A középkor során csaknem minden felnőttkeresztséget hirdető vallási mozgalommal azonosították vagy szoros kapcsolatban lévőnek tartották őket.

## Nevük
Néha Bulgari-nak, francia nyelvterületeken pedig Bougresnek, Boszniában, Dalmáciában és Itáliában patarénusoknak, pataréneusoknak és pataréniknek hívták, de eredetük alapján pauliciusoknak, pavlikeniknek is nevezték őket. A szerb szakirodalom gyakran „babun eretnekség"-nek („istenesek”) nevezi őket.

## Történetük

### Paulikiánus eredet

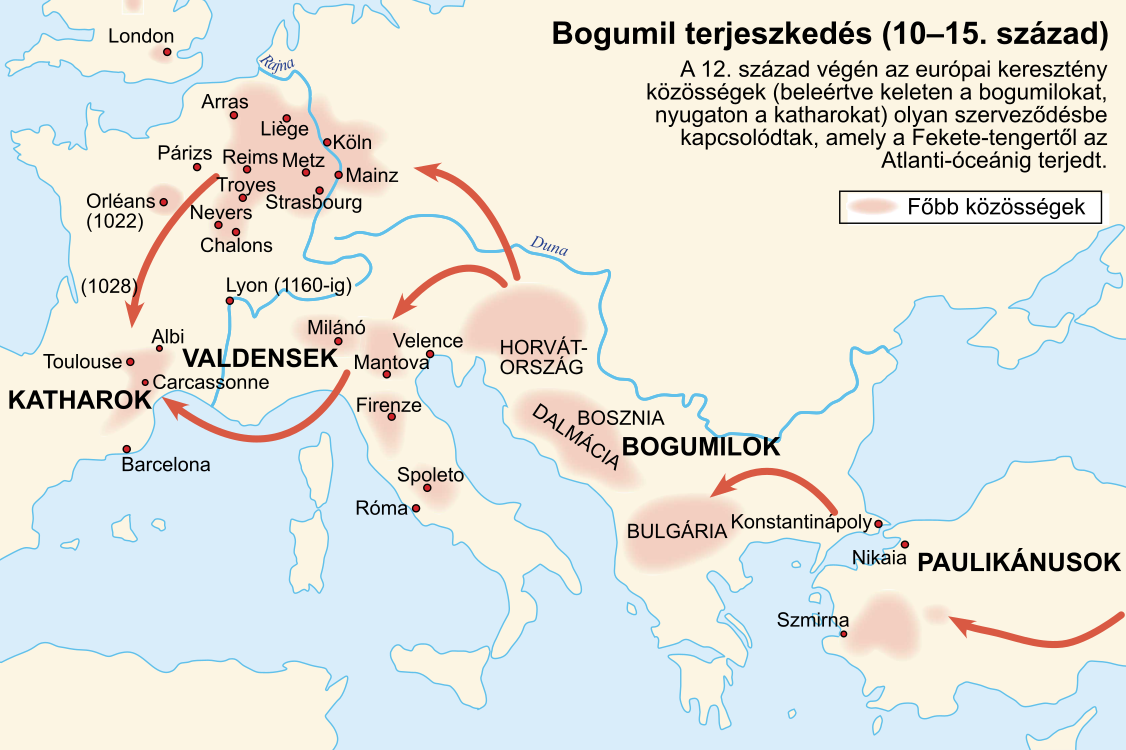
A paulikiánus eredetű gnosztikus vallási mozgalmak terjedése Európában

Ezt a mai napig is élő, a fővonalbeli keresztény egyházak által a korai kereszténységtől eretneknek nyilvánított vallási mozgalom elődjét, a paulikiánusok mozgalmát, a Kettősséget (a Jó és a Gonosz örök harcát) vallók egyik korabeli központjából, a mai Törökország délkeleti részén a Felső-Eufrátesz folyó partján lévő Samsat  városából származó Konstantin  († 684) alapította meg. Konstanine 660-ban hozta létre első gyülekezetét az Örményországban található Kibossa városban, ahol az ő, az Evangéliumok tanulmányozása során szerzett felismeréseit hirdette. Tanításaiban az egyház formalizmusát kritizálva azt Szentírásellenesnek vélte, s magát a Pál apostol-féle igaz kereszténység elhívatott visszaállítójának érezte. A kor szokásainak megfelelően eszmei példaképe, Pál apostol tiszteletére annak egyik tanítványa, Szilvánusz nevét vette fel. Tanításai futótűzként terjedtek minden irányban 27 évig, amikor Simeon a császár parancsára agyonköveztette.[forrás?]
Hamarosan azonban Simeon a tanítással megismerkedve átvette annak tanait és Titusz néven hirdette azokat három évig, míg az egyházi hatalom keze őt is elérte. De a titkos hit terjedt. A 8. század közepén Kónsztantinosz Kopronümosz császár nagy számú örmény paulikiust telepített (jobban mondva Örményiából kitelepített) Trákiába, a birodalmat fenyegető bolgárok földjére hogy ott ők a birodalmat védő falként óvják. Mikor 970-ben az örmény származású Jóannész Tzimiszkész császár további, legalább 200 000-üket telepítette át Philippopolis környékére, ez a terület „eretnek” tanaik központja lett és mozgalmuk virágzásnak indult. Az eredeti birodalmi stratégiával ellentétben, ezek a frontvonalbeli örmények a betörő bolgárokkal hamarosan megbarátkoztak, és tanaikat még a bolgár királyi ház is átvette.

### Bogumil mozgalom
Ismereteink alapján a bogumilok mozgalmát a 10. század első felében, I. Péter bolgár cár uralkodása idejében (927–969), egy bolgár paulikiánus pap alapította meg. Egyes források szerint Jeremiás nevű bolgár pap tanításaik alapján egyfajta „szervezet nélküli egyházat” alapított és magát közösségével együtt „Bogumil”-nak, azaz „Isten Barátja”-nak, „Istenesnek” nevezte (Бог милуйъ = könyörülj Istenem). Más források szerint Jeremiás Bogomil társa volt. Annyira keveset tudunk e bolgár pap életéről, hogy csak az a bizonyos, hogy a mozgalom a 10. század első felében, Bulgáriában teljesedett ki. 

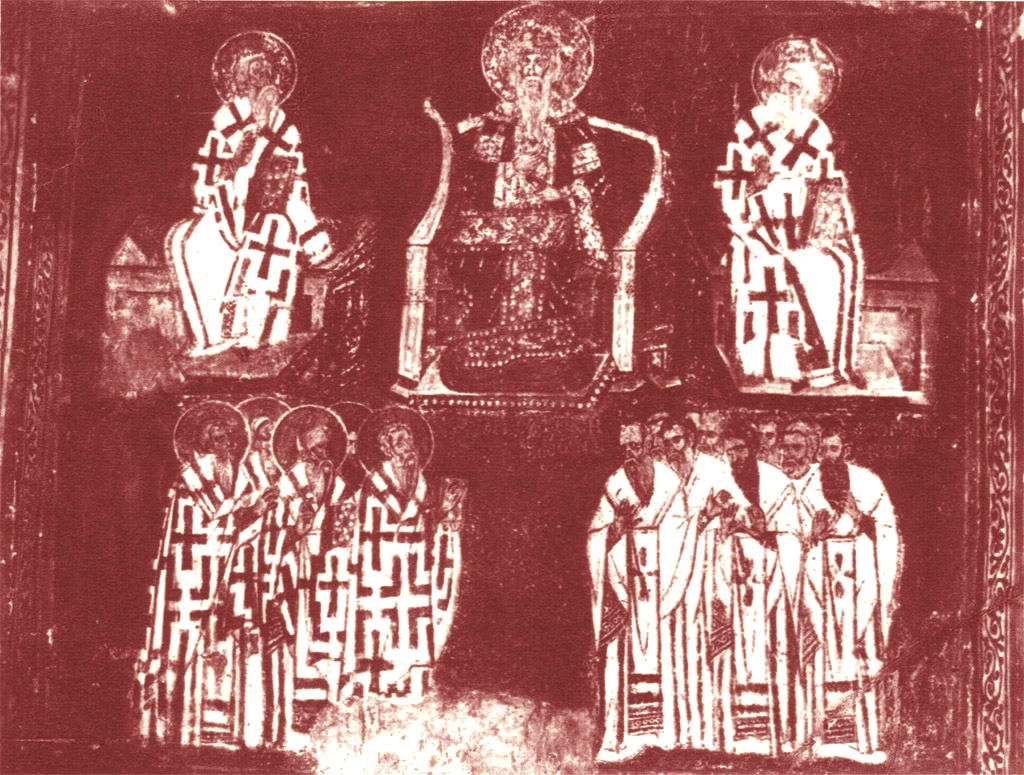
Bogumilok elleni, a 12. századi Nemanja István szerb fejedelem által szervezett tanácskozás. 1290-es freskó.

A vallás eszméi a kereskedelmi kapcsolatok, a keresztes hadjáratok, misszionáriusok és a bogumil menekültek révén tovaterjedtek Európában és első nyomaik a 10. század végétől Nyugaton is megjelentek. 
Itt jelentősebb szerephez a 11. században jutottak. A bogumil apostolok tarisznyával a nyakukban (fundaitae = tarisznyások, pauperes Christi = Krisztus szegényei) messze földet bejártak és mindenfelé híveket szereztek. Követőik között voltak papok is. 1022-ben Orléans-ban tíz kanonokot égettek meg azért, mert ennek az "eretnekségnek" voltak a hívei. A 11-12. században egyes helyeken annyira megerősödtek, hogy az egyház komolyan veszélyeztetve látta a hatalmát. Az 1179-es lateráni zsinat határozata alapján III. Sándor pápa keresztes csapatot küldött ellenük, de ez nem ért el kézzelfogható eredményt.
A 12. század első két évtizedében Itáliában, Franciaországban és Németországban is többfelé jelzik bogumil hittérítők jelenlétét. Tanításaik titokban egész Európában elterjedtek és eljutottak egészen Portugáliáig, sőt Angliába is. Dél-Franciaországban a katharok mozgalma tőlük eredeztethető.
A Balkánon a 12. században Bosznia lett a központjuk. Az ottani feudális nagyúr, Kulin bán  († 1204) a maga Bizánctól is, Magyarországtól is független hatalmát építette ki általa. Ez időben a bogumilizmus egészen a magyar Dunántúl déli részéig terjedt a nép körében. Tudjuk, hogy Baranya egy része, Barcs központtal, bogumil vidék lett.
A magyarok a pápa kérésére sok hadjáratot indítottak a boszniai "eretnekek" ellen. III. Ince pápa 1200. okt.-i levelével kérte Imre királyt, hogy vonuljon a bogumil eretnekek ellen, és azt semmisítse meg.  Hadjárata sikeres lehetett, mert a bogumilok vezetői, János pápai legátus és Kulin boszniai bán előtt ünnepélyesen megígérték, hogy visszatérnek a római egyházba. De a mozgalom nem tűnt el, mert III. Honoriusz pápa 1221. dec.-i levelében arra kérte az esztergomi érseket és a magyar püspökök összességét, hogy támogassák Accuntius pápai legátus működését, aki térítő útra indult a boszniai bogumilok közé. Itt nincs szó fegyveres beavatkozásról.
Ez a misszió sem számolhatta fel őket, mert 1234. nov.-ben IX. Gergely pápa Kálmán herceget, Szlavónia urát kérte fel az eretnekek megsemmisítésére. Ő vezetett is egy keresztes hadjáratot Boszniába.
1238-ban IX. Gergely újabb levelet írt a bogumilok ügyében, ezúttal IV. Béla királyhoz. A magyar király elég nyers őszinteséggel válaszolt, mondván, hog Bulgária megtámadását az eretnekek és a szakadárok kiirtására csak igen súlyos feltételek mellett volna hajlandó elvállalni. Róma válaszát e levélre nem ismerjük, de tény, hogy a hadjárat ezúttal elmaradt, a tatárjárás után pedig már szóba sem jöhetett. 

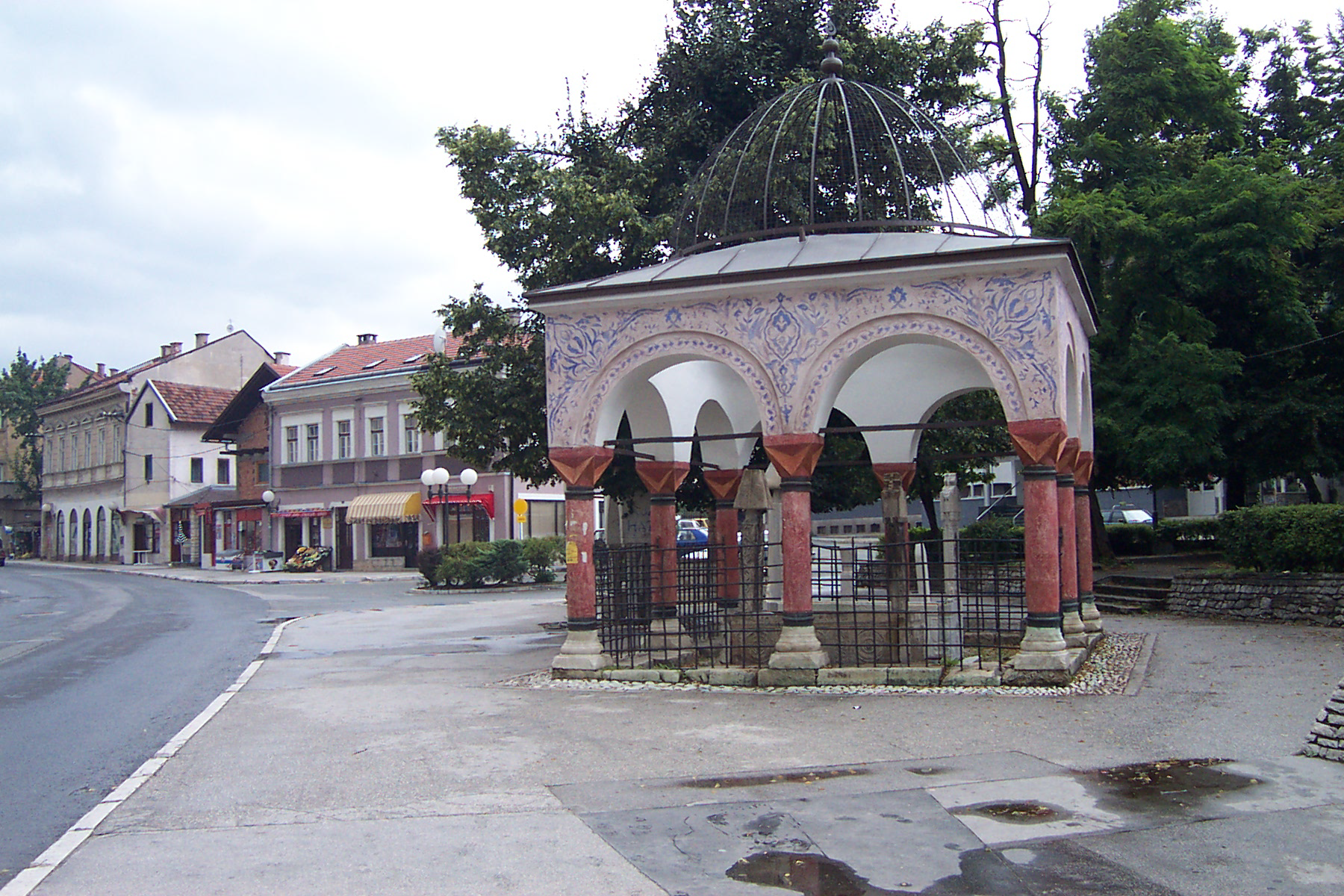
Egykori bogumil szentély Boszniában, Travnik

1325-ben XXII. János pápa ezt írta II. István bosnyák bánnakː "Tudva azt hogy az egyház hű fia vagy, megbízunk azzal, hogy országodban irtsd ki az eretnekeket, és adj támogatást és segítséget Fábián inkvizítorunknak, tekintettel arra, hogy különböző helyekről összegyülekezett eretnekek beáramlottak a boszniai hercegségbe, azt remélve, hogy ott elvethetik ocsmány tévelygéseik magvát és biztonságban élhetnek." 
I. Tvrtko volt az első, aki felvette a  bosnyák király címet (1353–1366). Ő türelmesen bánt a bogumilokkal, sokan közülük a hadseregében szolgáltak. Később Boszniában a 14. században többnyire a bogumilizmus volt az uralkodó vallás, ezt vallották nemcsak a nemesek, hanem maga a király is. A 15. századig, azaz a török hódításig a délszlávok jelentős része a követőik közé tartozott.
1444-ben a királyuk hűtlen lett hozzájuk és megtiltotta, hogy templomokat építhessenek. Tomašević István 1459-ben arra kényszerítette őket, hogy térjenek át a katolikus vallásra, vagy vándoroljanak ki. Negyvenezer bosnyák patarénus vándorolt ki ekkor Hercegovinába, s vallásuk maradványait csak a több évszázados török uralom tudta eltüntetni, ugyanis tömegével tértek át a muszlim vallásra, ezzel szemben az ortodox és katolikus délszláv lakosság megőrizte hitét. Az iszlamizálódó bogumil eretnekek révén született meg az új délszláv nép: a bosnyákok.

### A reformáció után
A reformációt követő kor nyugaton nem hozott különösebb változást a bogumil mozgalom életében. A szervezett vallásosság elleni tanításaik miatt az újonnan kialakult protestáns egyházállamok sem mutattak nagyobb megértést a lázadó eretnekeknek tekintett „hívők” iránt. Az általuk is életben tartott igazságok azonban nagyban hozzájárultak ahhoz a folyamathoz, ami a 17. században elkezdte az „Új Világ”, vagyis Amerika meghódítását a zarándokok „Mayflower”-jével.
Keleten a török uralom alatt Philippopolisz környékén és attól északra bántatlanul éltek a bogumilok, de e jólétnek az lett az eredménye, hogy 1650-ben Nikopolisz környékén legalább 14 falu áttért a római katolikus hitre. A környéken megmaradt Pavlikeni népek (paulánusok) a 18. században a törökök elől a Duna másik oldalára, Magyarországra, Bánátba és Erdélybe költöztek, ahol Temesvár, Arad, Újvidék környékén ma is élnek. Az évszázadok során azonban római katolikusokká váltak.
Szertartásaik, vallási hagyományaik megegyeznek a római katolikusokéval,[forrás?] de éppúgy megőriztek jó néhány bogumil hagyományt, így ismerik a Tamás evangéliumot. Sokan pedig a Nazarénus Gyülekezetekben élik csendes életüket.
A 20. századi bolgár származású misztikus, Omraam Mikhaël Aïvanhov meggyőződése volt, hogy mesterével, Peter Deunovval együtt ők képviselik a bogumilok szellemi örökségét.

## Hitelveik

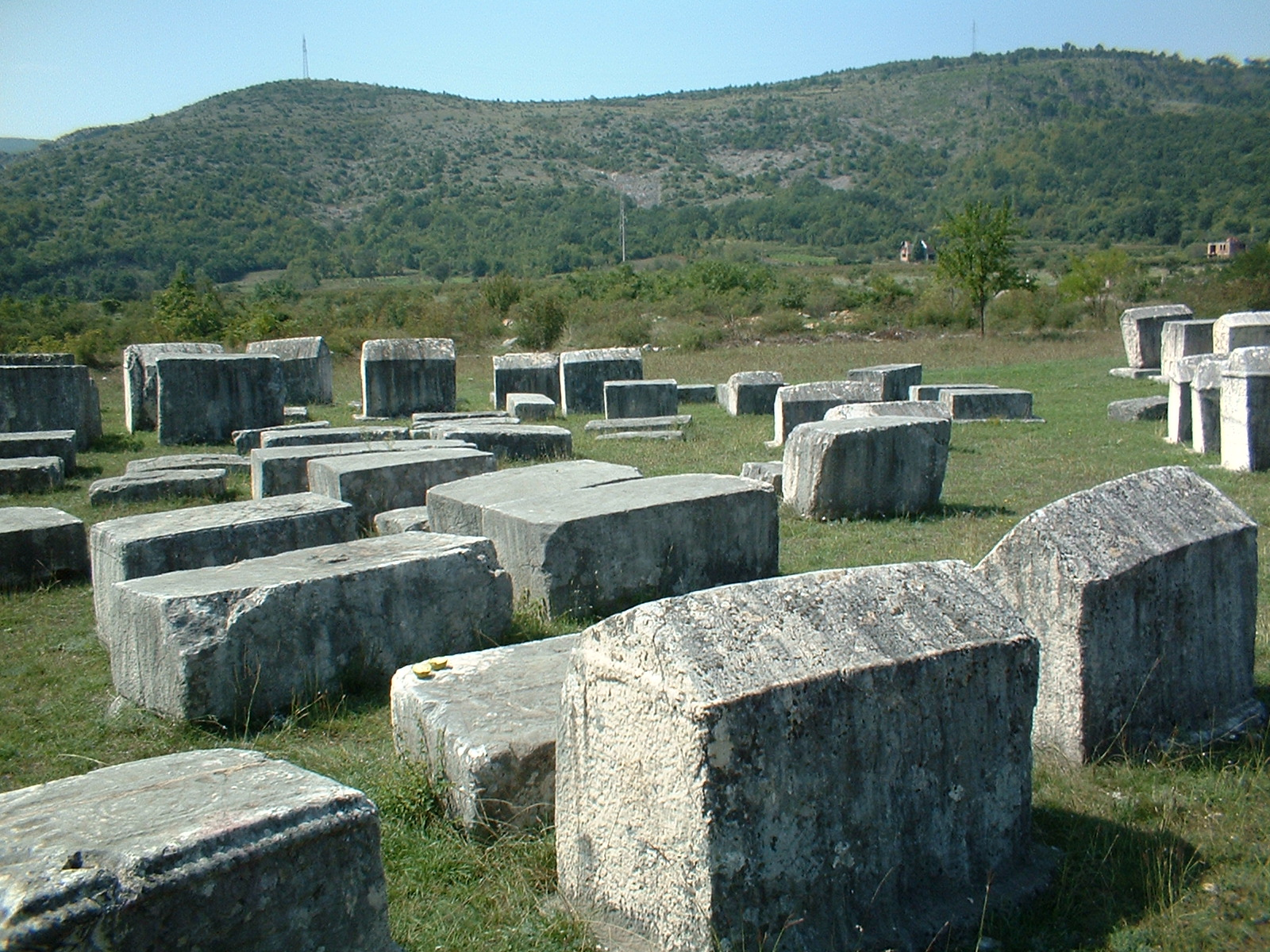
Bogumil temető Bosznia-Hercegovinában

A bogumilok korai hitelveinek írásos hagyatékai az eretneküldözések miatt meglehetősen hiányosak, de főbb tanaik (melyeket ellenségeik, üldözőik és vádolóik fennmaradt dokumentumaiból ismerünk) között lehet találni olyan utalásokat, amik egyértelműen elutasítják az ortodox egyház alaptanításainak vélt néhány tanát. Így például elutasították a Jézus isteni születésének tanát (istenember), tagadták a Fiúnak az Atyával és a Szentlélekkel való személyes egységét (Szentháromság), elvetették a szentségeket és ünnepségeket a mindenféle Mária-tisztelettel és az „Isten Anyja” címmel együtt.
A Jézus által véghezvitt csodákat kizárólagosan lelkileg értelmezték, és ezzel összefüggően számukra az Anyaszentegyház egy lelki közösség volt, melyben mindenkinek egyenlő része van. A bogumilok megtagadták a gyermekkeresztséget és nem olaj-, vagy víz általi, hanem öntagadás, imádságok és éneklések általi lelki átalakulásnak tartották keresztelési szertartásaikat, és csakis azokat a felnőtt férfiakat és nőket keresztelték meg, akik bizonyítottan is felfogták e szertartások lelki jelentőségét.
Azt hirdették, hogy Pál apostol maga is úgy tanított bennünket, hogy a tanulatlan egyszerű embereknek egymást kell oktatniuk, s ezért maguk közül „tanító szolgákat” választottak, és nem voltak semmilyen különleges hatalommal felruházott papjaik. Istentiszteleteiket nem imaházakban, vagy templomokban, hanem kizárólag magánházaknál tartották nagy egyszerűségben. A házasságot nem tekintették szentségnek és nem tartottak böjtöket. Rendelkezéseiket a gyülekezetükben közösen hozták, s a gyülekezetet tekintették „választott”-nak ahol minden tag elérhette a krisztusi tökéletességet és maga is Krisztussá válhatott.
A bogumilok azt is tanították, hogy Jézus – a többi prófétához hasonlóan – csak a kegyelem által lett az Isten Fia  és hogy az úrvacsora kenyere és bora nem anyagilag válik testté és vérré, valamint, hogy az utolsó ítéletet nem Jézus fogja tartani, hanem maga az Isten. Ezek mellett a szentképeket és a keresztet bálványoknak, a szentek és kegytárgyak tiszteletét pedig bálványimádásnak tartották.

## Írásaik
Az eretnek szekták fő irodalma mindig is az apokrif bibliai elbeszélések voltak és Jeremiásról (Bogumil) is lehetett tudni, hogy írt olyan könyveket, amiket „egyetlen ortodox sem mert elolvasni”. A világ és az ember teremtéséről, a bűn és a megváltás eredetéről, a kereszt történetéről, a test és a lélek vitájáról, a jóról és rosszról, a mennyről és pokolról alkotott nézeteik az ún. „Történelmesített Bibliákban” (Palcyaf), Jézus és tanítványai közötti párbeszédekben, és nézeteiknek köztiszteletben álló atyafiaik által való értelmezéseit tartalmazó leírásokban testesül meg, melyek az egyszerű emberek számára is érthető módon voltak megfogalmazva (amiket Lucidaria-nak, azaz Világosítónak neveztek).

## Világszemléletük
A bogumilok világszemlélete nagyban manicheusnak tekinthető, minthogy úgy tanítottak, hogy az úr Istennek két fia volt: Satan-el és a fiatalabb Mika-el. Az idősebbik fellázadt atyja ellen („trónját Isten trónja fölé akarta helyezni”), így gonosz lélekké vált, és a menny alsó részét a Földdel kapta örökségül.
A teremtés után Satan-el egy féligazság sugalmazásával megtévesztette az ártatlan, Istenben bízó első Embert és önállóságra biztatta. Ezzel Ádám magát és leszármazottjait a Föld urának eladta és ettől kezdve „orcájának verejtékével ette kenyerét”, ellenségeivel való örökös háborúzások közepette. Azután emberi formában, Jézus képében, elküldetett Mika-el, akit a Jordánban való megkereszteltetése után Isten „választott”-jának jelentett ki és galamb formájában a Szentlelkét adta neki. Ekkor Jézus hatalmat nyert az Ádám és Satan-el szerződését tartalmazó agyagtábla (hierographon) eltörésére, és Jézus áldozati bárányként való önfeláldozásával legyőzte Satan-elt.
Satan-el, így elvesztve istenségét Sátánná, azaz a gonoszság lelkévé vált, aki földi uralmát a (római és ortodox) katolikusság megteremtésével gyakorolja. Hitük szerint ő volt az eredete az egyház-szervezeteknek, a papi ruháknak, ceremóniáknak, szentségeknek, böjtöléseknek, a szerzetesekkel és papokkal együtt. A bogumilok mindezeket a Sátánnak az emberiség megtévesztésére készített eszközeinek tartották, amiket arra használt, hogy a népek figyelmét a lelki valóságról az anyagi tüneményekre terelje, hogy „mennyei kincseiket” ne gyűjthessék.
E világot Sátán uralmának tekintve a bogumilok a hatalom- és gazdagságra vágyást teljes egészében e megtévesztés eredményének vélték, és ezért úgy gondolták, hogy az Igazságot kereső, igyekvő léleknek távol kell tartania magát a Világ minden gyönyörének túlzásaitól. Óva intettek azonban az aszkézis ellen is, azt hirdetve, hogy az igazaknak Isten áldásai lelki boldogságot nyújtanak, mivel „ők a föld sója”.[forrás?]
A bogumilizmus azonban már a maga korában úgyszólván sokat engedett elveiből, amely azt mutatja, hogy a közösség mégsem volt annyira erős és egységes. Példának okáért Boszniában, ahol szinte majdhogynem államvallás volt a bogumilizmus, főurak, így az ország vezetője Kulin bán is áttértek a bogumil hitre, viszont megmaradt a feudális birtokrendszer, a jobbágyság, az adók, a címek és előjogok, míg a bogumilizmusnak az alapelvei az őskereszténység szegénységéhez való visszatérésre buzdítottak.

## Befolyásuk
A hivatalos egyház ellenséges eretnekeknek tartva, nagy igyekezettel üldözte őket. Tanaik azonban a lelki elnyomásban szenvedő népek számára felszabadulást, „megváltást” ígérve az üldöztetések és nagy titkolózások ellenére is reménységet adtak és messzi földekre eljutottak.
Vallásos irodalmuk főleg az Újszövetségnek a Pál apostolnak a Laodicea-beliekhez írott levelével kiegészített változata, a Történelmesített Biblia, a Levél a Mennyből, a Vándorlások Mennyben és Pokolban, számos Ádám és Kereszt legenda, és a „Kalflki perehozsje” című vallásos költemény gyűjteményéből valamint hasonló írásokból áll. Ezekkel az iratokkal, az útjaikon lévő, nézeteiket az érdeklődőkkel szívesen megosztó „bolgár” bogumilok az évszázadok során sok-sok „lelki szegénynek” nyújtottak a hivatalos, világias egyházállam elnyomó hatalmától független lelki reménységet és így vetették el azokat a magokat, amikből a reformáció is kinőtt.

## Galéria

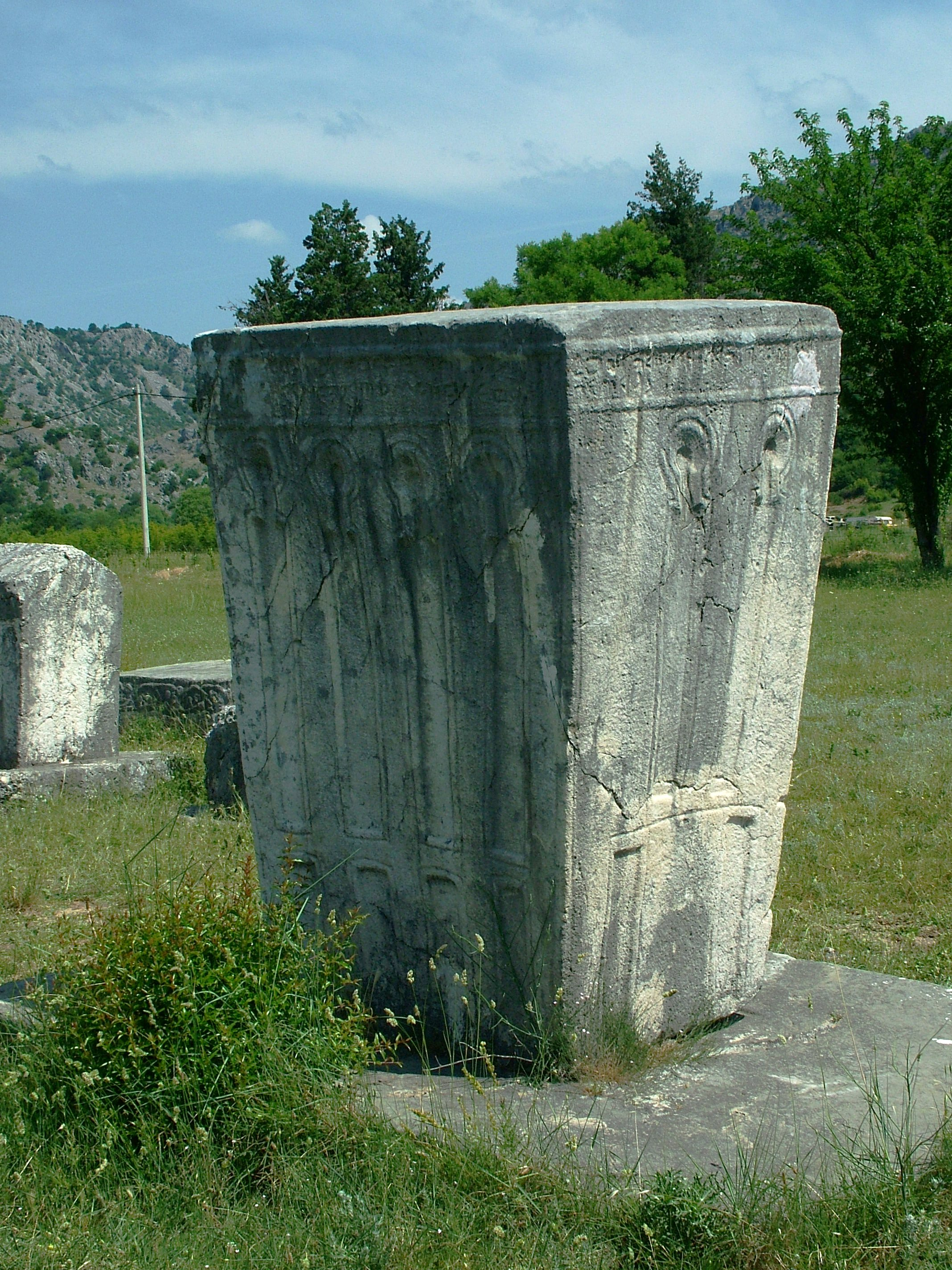
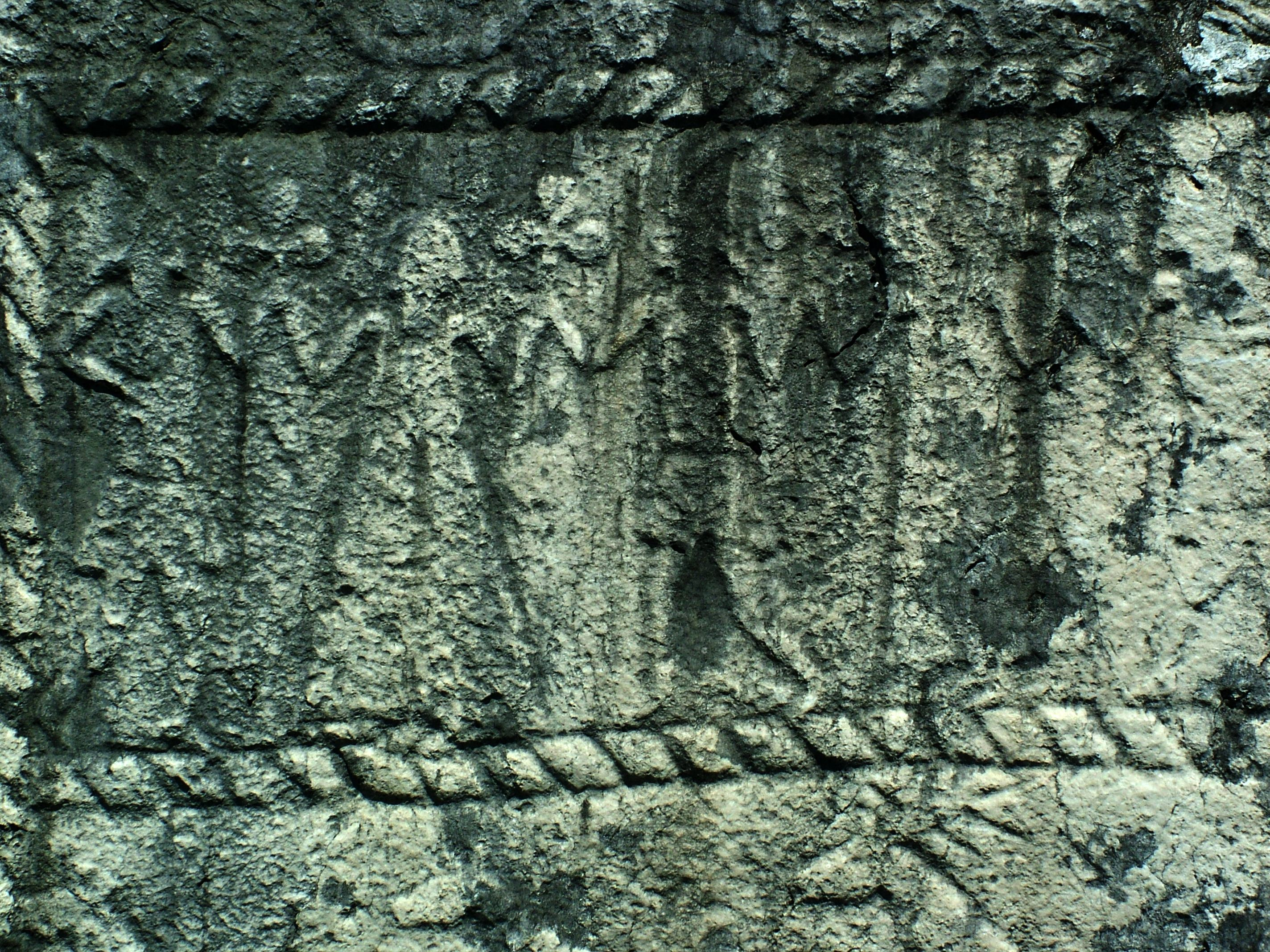
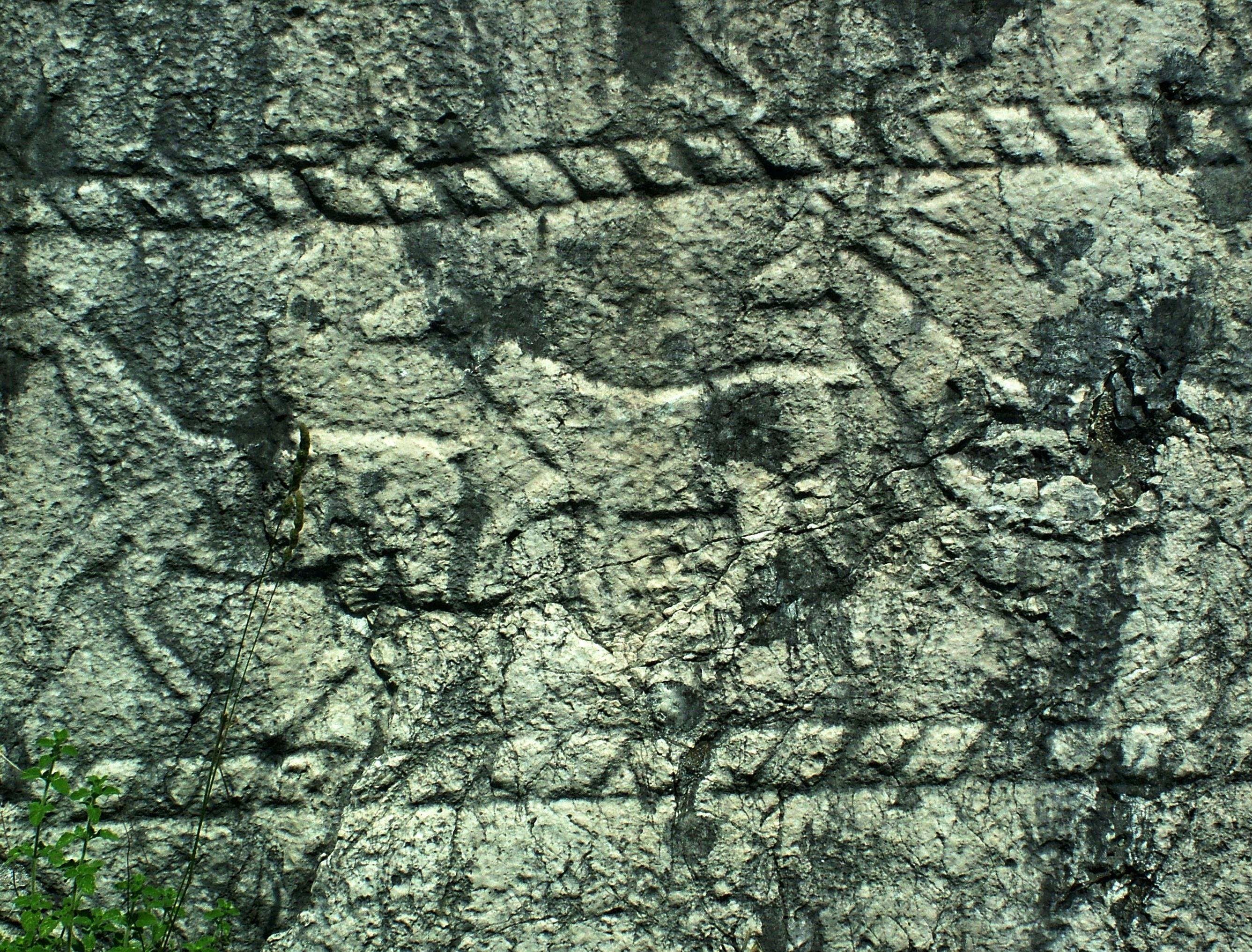
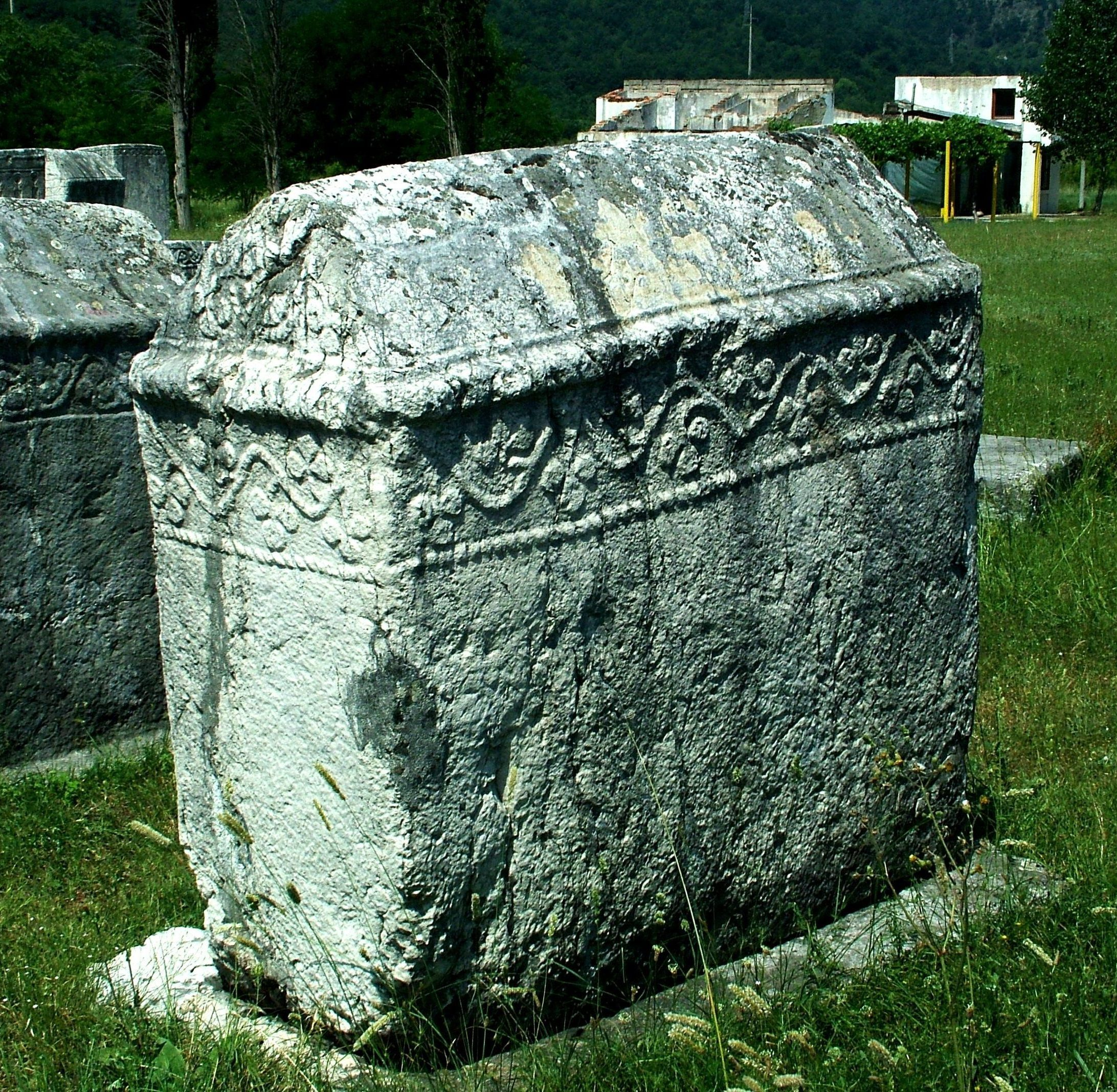
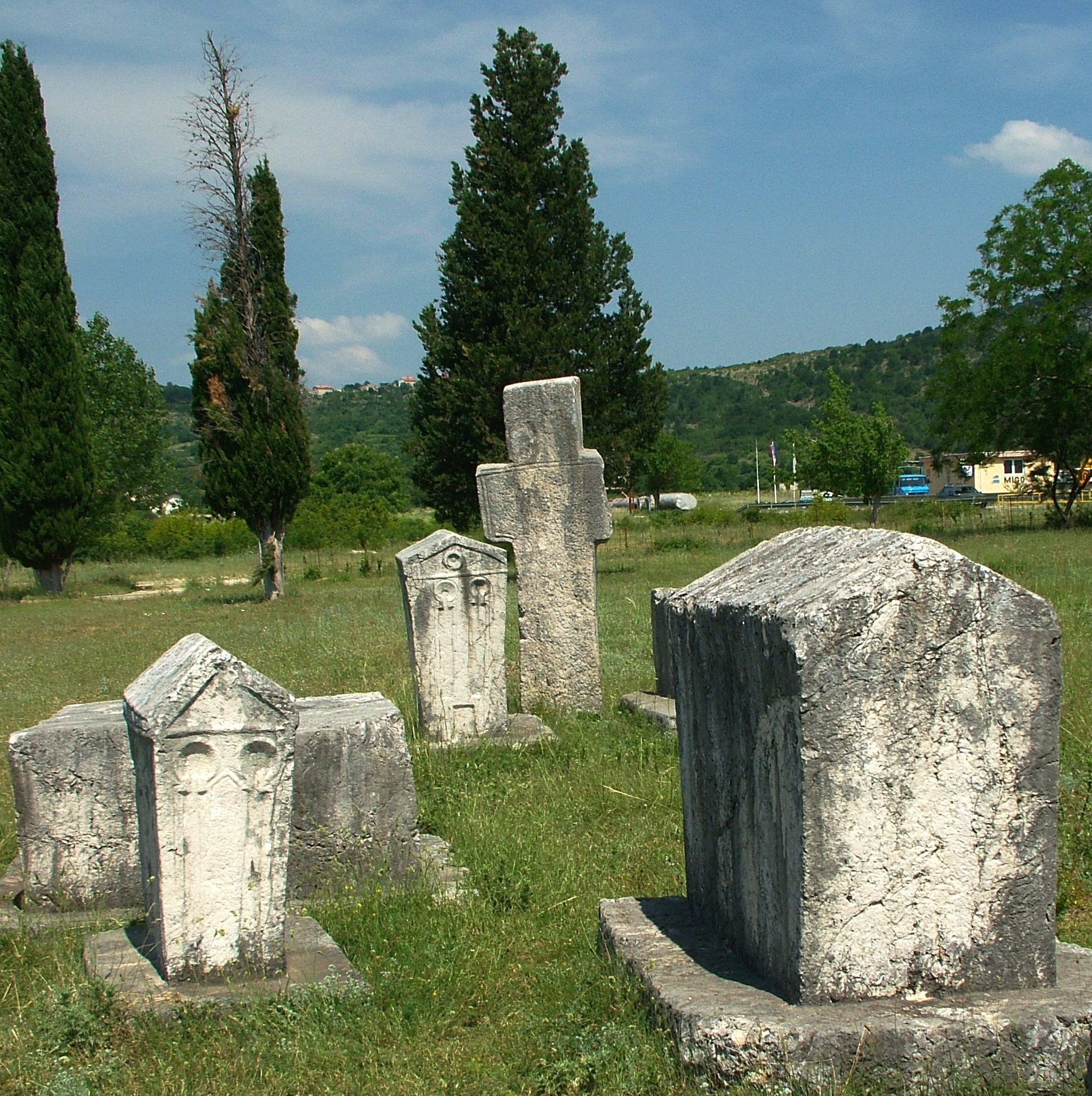
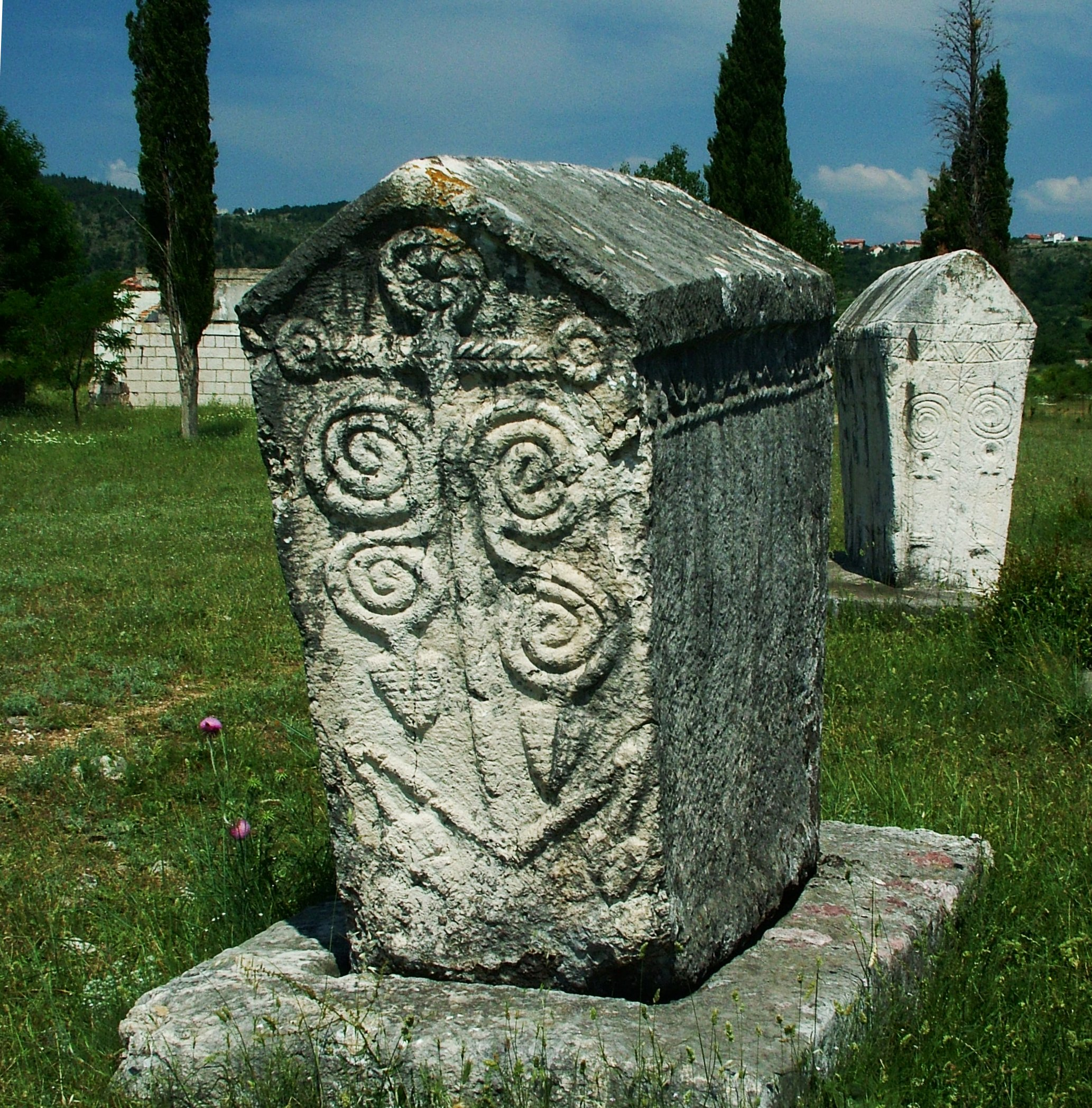
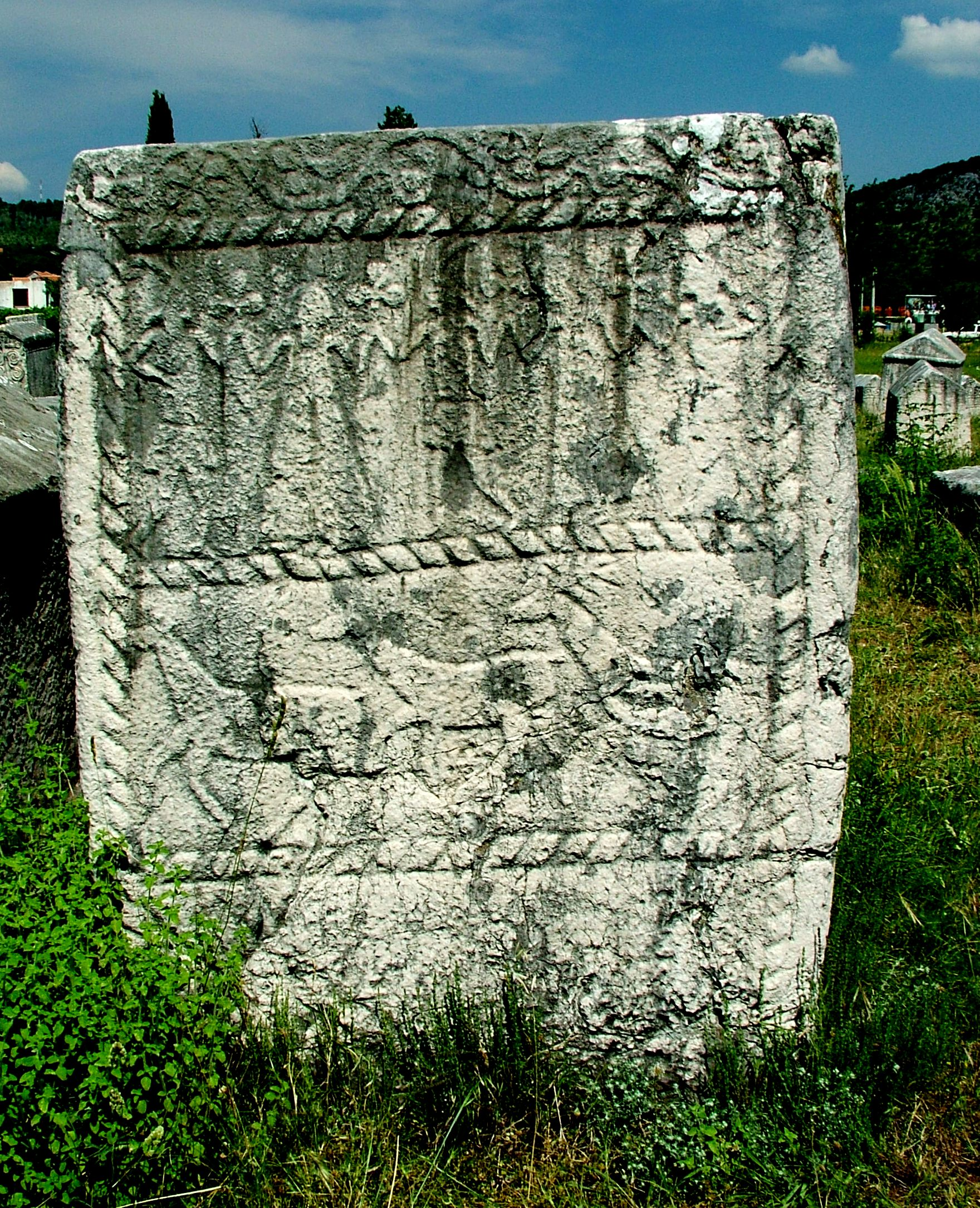

## Emlékezetük
Dalmáciában egy ideig a raguzai (dubrovniki) polgárság tért bogumil hitre, és ragadta magához a hatalmat mind a magyar király, mind a Velencei Köztársaság ellenében.  Raguza patarénus vezetőit azonban legyőzték és kivégezték. Ezt a történetet örökítette meg Jókai Mór A három márványfej című regényében. 

## Képhivatkozások
- Bogumil temető: Radimlje (Bosznia)